# خسروخان اردلان
خسروخان اردلان  متولد 1218 قمری از حاکمان اردلان بود که پس از پدرش امان‌الله خان بزرگ اردلان بر حکومت اردلان فرمانروایی کرد. مادرش عادله خانم دختر حاج میرزا احمد وزیر بزرگ خاندان وزیری کردستان بود.
خسرو خان از شعر و ادب بهره‌ای بسزا داشت و خط نستعلیق را به خوبی می‌نوشت. او در اصل بنا نبود که والی شود بلکه برادر بزرگش محمدحسن‌خان نایب الایاله پدر بود. اما محمدحسن‌خان به دلیل مخالفت با دایی‌های خسروخان (برادر ناتنی‌اش) که از وزیری‌های سنندج بودند، بر پدرش شورشید و امان‌الله خان بزرگ پس از نصیحت‌های فروان و میانجی‌های بی‌حاصل، ناچار به برخورد نظامی با او شد و در ناراوی (نهرآبی) روانسر به جنگ او رفت و پدر و پسر در مقابل یکدیگر قرار گرفتند و جنگ آغاز شد. در این جنگ محمدحسن‌خان زخمی شد و پس از 22 روز کشته شد. خسروخان پس از مرگ محمدحسن‌خان، به ناچار نایب الایاله حکومت اردلان شد و به اجبار  امان‌الله خان بزرگ اردلان با حسن جهان خانم دختر فتحعلی‌شاه ازدواج کرد. پس از آنکه امان‌الله خان بزرگ در 1240 فوت کرد زمام حکومت اردلان را در دست گرفت.  از آنجا که در عنفوان جوانی با مستوره کردستانی که مادران‌شان با هم عمو زاده بودند، عاشق و دلداده هم بودند و به دلیل ازدواج با حسن جهان خانم ازدواج آنها ملغی گشته بود، مکرر از مستوره تقاضای ازدواج می‌کرد اما او به دلیل ترس از اقتدار حسن جهان خانم در حکومت کردستان و خطرات این ازدواج برای موقعیت خانواده‌اش که از اشراف کردستان بودند از این ازدواج سر باز می‌زد در نهایت خسروخان با زندانی کردن خانواده مستوره، صلح و آشتی را موکول به ازدواج مستوره با خود نمود و به قول مستوره در کتاب تاریخش، «طرح مواصلت را به مصاحبت کمینه انداخت. عاقبت به طریق اولی و انسب، داخل پردگیان تتق جلال آمدم».  
خسروخان والی بسیار خوشنام و عادل و محبوب بود و پس از مرگ امان‌الله خان در پی جبران سختگیری‌های پدر بر آمد و توانست در اندک مدت با بذل و بخشش موجودی خزانه حکومت اردلان دل همه را به دست آورد. در سال سوم حکومتش خشکسالی سختی در کردستان به وجود آمد که مردم دچار قحطی وحشتناکی شدند. خسروخان دستور داد که تمام انبارهای آذوقه و گندم را در قبال رسید به مردم تحویل دهند و مردم را از این بحران نجات داد. سال بعد که با مستوره ازدواج کرد رسیدهای مردم را آتش زد و بدهی همه را بخشید و مردم را بسیار خوشحال نمود.
از همسران او حسن جهان خانم زنی ادیب و تحصیل‌کرده بود و مستوره نیز به شاعری شهرت داشت و در تاریخ‌نویسی هم‌پایه معروف‌ترین مردان تاریخ‌نگار عصر خود بود.
خسرو خان از سال ۱۲۴۰ قمری تا ۱۲۵۰ قمری حکومت کرد و در نهایت در ربیع‌الاول ۱۲۵۰  به قولی در مرگی مشکوک پس از دو ماه بیماری در سن سی و دو سالگی درگذشت. از آنجا که بسیار محبوب مردم بود به دلیل مرگ در جوانی به او لقب ناکام دادند و او در تاریخ به خسروخان ناکام مشهور است. پس از او پسرش رضاقلی‌خان اردلان با حمایت مادرش حسن جهان خانم جانشین وی شد.
خسروخان ناکام را در حجره والیان اردلان در ایوان طلای مرقد حضرت علی در نجف عراق (کنار یازده نفر دیگر از اردلانی‌ها که در آنجا مدفون بودند) دفن کردند این حجره بعدها در زمان حکومت صدام حسین هنگام توسعه مرقد امام علی، تخریب گردید.